# Main Event der World Series of Poker 2012
Das Main Event der World Series of Poker 2012 war das Hauptturnier der 43. Austragung der Poker-Weltmeisterschaft in Paradise am Las Vegas Strip.

## Turnierstruktur

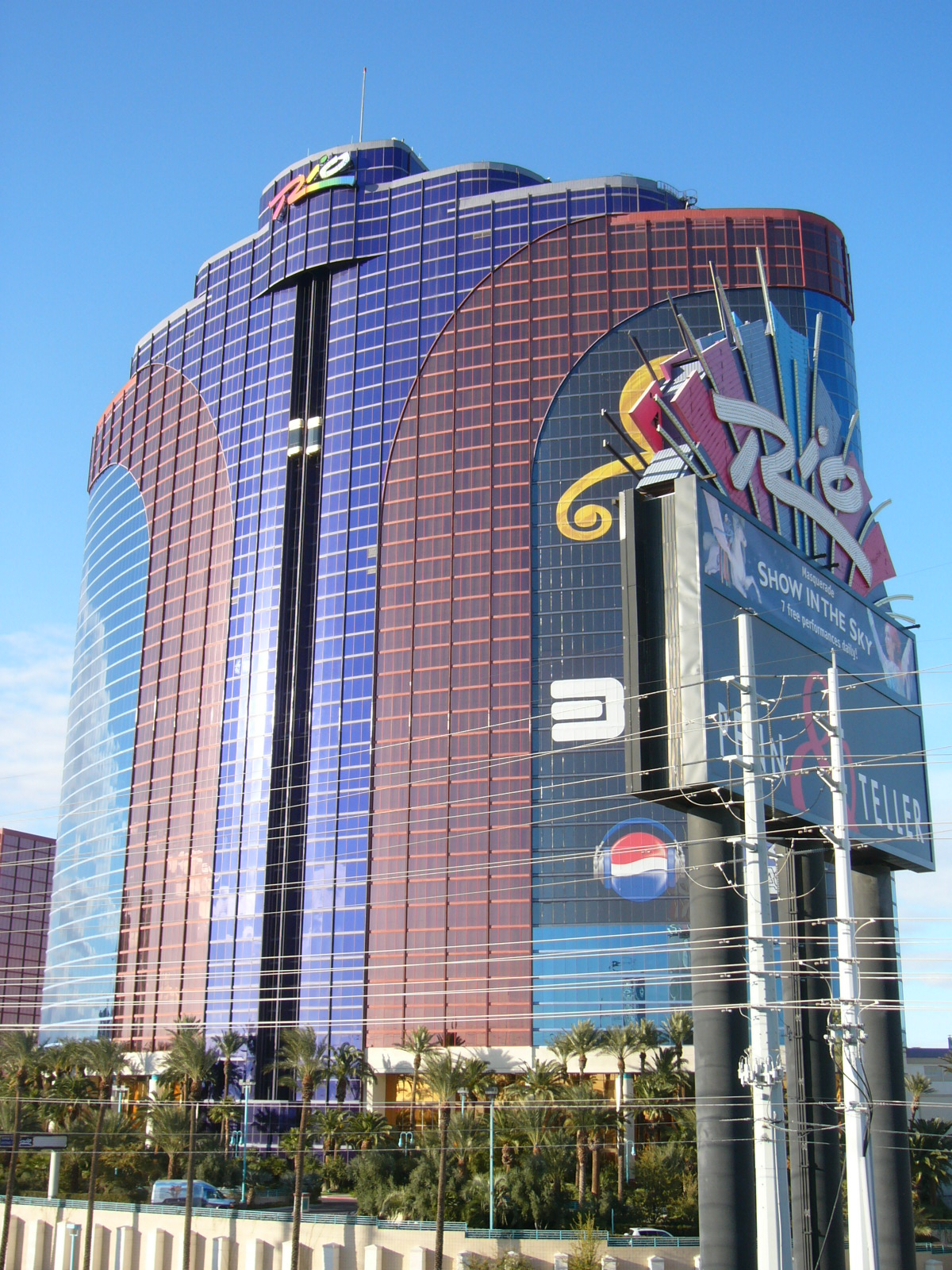
Das Rio All-Suite Hotel and Casino am Las Vegas Strip

Die Anmeldung des Hauptturniers der World Series of Poker in der Variante No Limit Hold’em war auf die drei Tage vom 7. bis 9. Juli 2012 verteilt. Anschließend wurde vorerst bis zum siebten Turniertag am 17. Juli gespielt, nach dem nur noch neun Spieler verblieben. Der Finaltisch wurde ab dem 28. Oktober 2012 gespielt. Das gesamte Turnier wurde im Rio All-Suite Hotel and Casino in Paradise ausgetragen. Die insgesamt 6598 Teilnehmer mussten ein Buy-in von je 10.000 US-Dollar zahlen, für sie gab es 666 bezahlte Plätze. Mit Gaëlle Baumann (10.) und Elisabeth Hille (11.) verpassten zwei Frauen nur knapp den Finaltisch. Es wäre nach Barbara Enright im Jahr 1995 erst das zweite Mal gewesen, dass eine Frau am Final Table des Main Events sitzt.

## Übertragung
Das Main Event wurde ab dem dritten Turniertag auf der Website der WSOP live gestreamt. Der US-amerikanische Fernsehsender ESPN sendete zudem Zusammenfassungen in insgesamt 22 Episoden, die von Norman Chad und Lon McEachern kommentiert sowie von Kara Scott moderiert wurden. Der Finaltisch wurde live und exklusiv bei ESPN übertragen.

## Deutschsprachige Teilnehmer

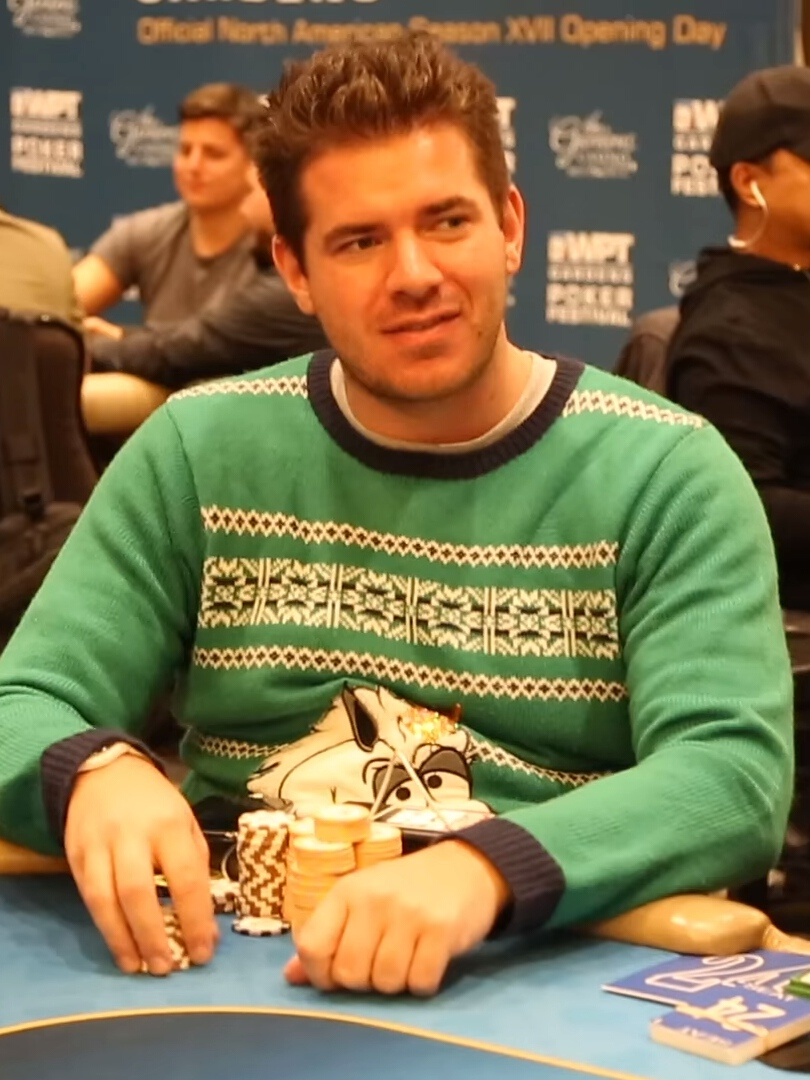
Marvin Rettenmaier (648.)

Folgende deutschsprachige Teilnehmer konnten sich im Geld platzieren:
| Platz | Herkunft    | Spieler            | Preisgeld (in $) |
| ----- | ----------- | ------------------ | ---------------- |
| 015   | Deutschland | Wilfried Härig     | 465.159          |
| 026   | Deutschland | Jan Heitmann       | 294.601          |
| 027   | Deutschland | Nicco Maag         | 294.601          |
| 040   | Deutschland | Lasell King        | 191.646          |
| 121   | Deutschland | Raphael Ayani      | 052.718          |
| 127   | Deutschland | Nico Behling       | 052.718          |
| 140   | Schweiz     | Ronny Kaiser       | 052.718          |
| 145   | Deutschland | Mathias Maasberg   | 052.718          |
| 163   | Deutschland | Hans Joachim Hein  | 044.655          |
| 190   | Deutschland | Christopher Kolla  | 044.655          |
| 197   | Schweiz     | Ronny Schenk       | 044.655          |
| 242   | Deutschland | Jan Kasten         | 038.453          |
| 300   | Schweiz     | Stephan Ibs        | 038.453          |
| 310   | Deutschland | Heinz Kamutzki     | 032.871          |
| 324   | Schweiz     | Guido Tauriello    | 032.871          |
| 351   | Deutschland | Peter Bosen        | 032.871          |
| 403   | Deutschland | Adrian Apmann      | 028.530          |
| 413   | Deutschland | David Scherzer     | 028.530          |
| 414   | Deutschland | Felix Funk         | 028.530          |
| 507   | Deutschland | Ernst Schmejkal    | 024.808          |
| 530   | Deutschland | Erik Scheidt       | 021.707          |
| 531   | Deutschland | Robert Schulz      | 021.707          |
| 591   | Osterreich  | Markus Hausberger  | 021.707          |
| 648   | Deutschland | Marvin Rettenmaier | 019.227          |
| 655   | Deutschland | Serkan Kurnaz      | 019.227          |

## Finaltisch

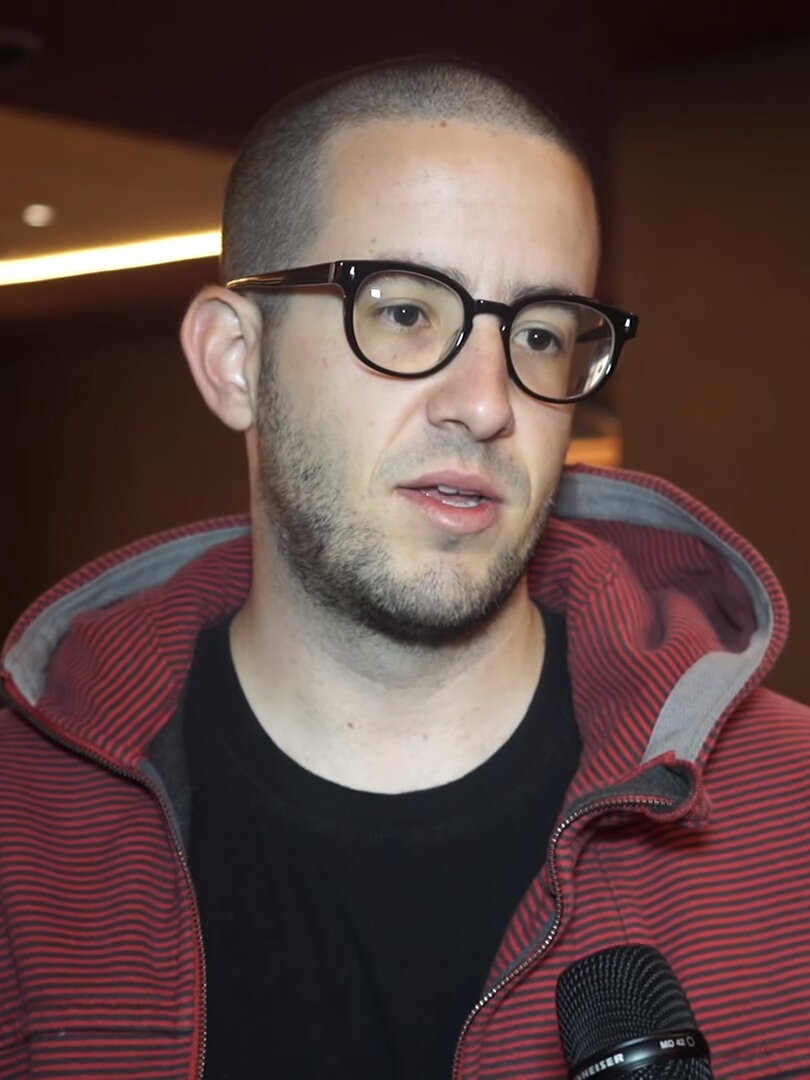
Greg Merson (2015)

Der Finaltisch begann am 28. Oktober 2012. In der finalen Hand gewann Merson mit K♦ 5♦ gegen Sylvia mit Q♠ J♠.
| Platz | Herkunft           | Spieler          | Alter * | Preisgeld (in $) |
| ----- | ------------------ | ---------------- | ------- | ---------------- |
| 1     | Vereinigte Staaten | Greg Merson      | 24      | 8.531.853        |
| 2     | Vereinigte Staaten | Jesse Sylvia     | 26      | 5.295.149        |
| 3     | Vereinigte Staaten | Jacob Balsiger   | 21      | 3.799.073        |
| 4     | Vereinigte Staaten | Russell Thomas   | 24      | 2.851.537        |
| 5     | Vereinigte Staaten | Jeremy Ausmus    | 32      | 2.155.313        |
| 6     | Ungarn             | András Koroknai  | 30      | 1.640.902        |
| 7     | Vereinigte Staaten | Michael Esposito | 43      | 1.258.040        |
| 8     | Vereinigte Staaten | Robert Salaburu  | 27      | 0.971.360        |
| 9     | Vereinigte Staaten | Steve Gee        | 57      | 0.754.798        |